# Daraa (tỉnh)
Dara`a (tiếng Ả Rập: مُحافظة درعا / ALA-LC: Muḥāfaẓat Dara‘ā) là một trong 14 tỉnh của Syria. Tỉnh nằm ở phía tây-nam của đất nước và có diện tích 3.730 km². Tỉnh giáp với các tỉnh Irbid và Mafraq của Jordan ở phía nam, Quneitra ở phía tây, Rif Dimashq ở phía bắc và Al-Suwayda (tỉnh) ở phía đông. Theo điều tra dân số chính thức năm 2010, dân số của tỉnh là 998.000 người. Thành phố thủ phủ của tỉnh cũng mang tên Daraa.

## Huyện
Tỉnh được chia thành 3 huyện (manatiq):
- Al-Sanamayn
- Dar'a
- Izra'

Các huyện được chia tiếp thành các phó huyện (nawahi).